# Hipótesis de maten al ganador
La hipótesis "maten al ganador" ( 0 KTW por sus siglas en inglés kill the winner) es un modelo de crecimiento de población entre procariontes, virus y protozoos que vincula a las interacciones tróficas con la biogeoquímica. Se basa en el concepto de competencia entre procariontes y se establece que el "ganador" de la competencia es el procarionte con mayor tamaño poblacional. Entonces se supone que la mejor estrategia para un fago o virus que ataca a los procariotas es concentrarse en el "ganador", la población más activa (posiblemente la más abundante). Esto tiende a moderar las poblaciones relativas de procariotas, en lugar de que "el ganador se lo lleve todo". El modelo está relacionado con las Ecuaciones de Lotka-Volterra . El conocimiento actual sobre la teoría «maten al ganador» se deriva de nuestro conocimiento de los virus líticos y sus poblaciones de huéspedes.
El especialista en competición, o "ganador", suele corresponder a la población más abundante de una comunidad. Su abundancia y actividad aumentan cuando la población compite por un recurso limitante común (por ejemplo, fosfato) y gana. El recurso puede existir en forma libre o  ser secuestrado en biomasa. La mayor abundancia y actividad del "ganador" también aumenta la depredación viral en una forma de autorregulación poblacional. Se espera que los especialistas en competencia (depredadores, herbívoros, parásitos) dominen en ambientes oligotróficos. 
Los especialistas en defensa tienden a invertir recursos en estrategias de evitación que pueden resultar en un crecimiento y reproducción reducidos de la población; por tanto, el "perdedor" no aumenta la depredación viral. Se espera que los especialistas en defensa dominen los entornos eutróficos. 
La hipótesis de «maten al ganador» representa una idealización de la red trófica microbiana con parámetros matemáticos que solo se explican por la depredación viral que se ha estudiado in vitro. Está relacionado con las ecuaciones de tipo Lotka-Volterra. El modelo se basa en el supuesto de condiciones ambientales estables y es ampliamente aplicable a diferentes niveles tróficos y sistemas microbianos complejos; sin embargo, puede que no siempre sea correcto. Debido a su dependencia de condiciones ambientales estables, solo puede predecir un pequeño punto de tiempo a través de la historia de una comunidad microbiana. También ignora el hecho de que una especie procariota puede ser atacada por más de una población de virus a la vez. La hipótesis se volverá más precisa, o incluso reemplazada, a medida que se exploren más limitaciones metodológicas para las comunidades microbianas. «Piggyback-the-Winner» (PTW) o la hipótesis de «a cuestas del ganador» es un modelo dinámico similar de interacciones bacterias-virus, pero incorpora el ciclo de vida viral en el modelo. El modelo PTW establece que la relación no lineal entre virus y procariotas se observa debido a la supresión de la dinámica viral a altas densidades de hospedadores y exclusión de superinfecciones, en lugar de desarrollar una "resistencia" como sugiere el modelo de «maten al ganador».